# Латвэнерго
Латвэнерго (латыш. Latvenergo) — государственная энергетическая компания Латвии, производящая около 70 % всей электроэнергии страны. Является поставщиком электроэнергии как для предприятий, так и для жителей республики.

## История и деятельность
Создана в Латвийской ССР в 1958 году.
В состав «Латвэнерго» входят:
- четыре гидроэлектростанции с общей установленной мощностью 1537,4[3] МВт:
  - Айвиекстская ГЭС,
  - Кегумская ГЭС,
  - Плявиньская ГЭС,
  - Рижская ГЭС;
- две ТЭЦ общей с электрической мощностью 474 МВт и тепловой мощностью до 1525 МВт;
  - Рижская ТЭЦ-1,
  - Рижская ТЭЦ-2;
- ветряная электростанция возле города Айнажи с установленной мощностью 1,2 МВт.

«Латвэнерго» является материнской компанией предприятия по доставке электроэнергии — Sadales tīkls и владельца газотранспортной системы — Latvijas elektriskie tīkli, в то время как распределительная система управляется с помощью предприятия Augstsprieguma tīkls, бывшей дочерней компании «Латвэнерго».
Также «Латвэнерго» является совладельцем компании Liepājas enerģija, которая имеет установленную электрическую мощность 12 МВт и тепловой мощностью 427 МВт.
В 1979—1987 годах «Латвэнерго» принимало участие в строительстве Даугавпилсской ГЭС. В настоящее время этот проект остановлен; руководство компании заявило, что «Латвэнерго» не будет возвращаться к идее строительства этой ГЭС, так как при этом затрагивается территория Белоруссии.